# 松尾佑介
松尾佑介（日语：松尾 佑介；1997年7月23日—），日本足球運動員，司職翼鋒，現時被日職球隊浦和紅鑽外借至比甲球隊韋斯達路。

## 俱樂部生涯
松尾佑介出自浦和红钻梯队，此后进入仙台大学。职业生涯开始于横滨FC，效力期间代表球队出战了75场正式比赛，贡献了16球8助攻。
2022年1月转会加盟浦和红钻，2022赛季出战了40场正式比赛，贡献了11球7助攻。
浦和红钻官方宣布，日本中场松尾佑介租借加盟比甲球队韦斯达路。租借期从2023年1月27日至2023年12月31日。

## 外部連結
- 松尾佑介的X（前Twitter）
- 松尾佑介的Instagram帳戶